# Стрельцов, Зосима Иванович
Зосима Иванович Стрельцов (17 (29) апреля 1831 — 15 (27) мая 1885) — российский медик, доктор медицины.

## Биография
Родился в Славяносербске, Екатеринославской губернии. Среднее образование получил в Екатеринославской гимназии, по окончании курса в которой, 16-ти лет, поступил на медицинский факультет Императорского Харьковского университета, из которого вышел в 1854 году со званием лекаря и тотчас занял место окружного врача в Славяносербском, Бахмутском и Ростовском уездах Екатеринославской губернии. Но Стрельцова не удовлетворяло то медицинское образование, которое было им получено в университете, где в те времена царила схоластика и рутина. Скопивши за время своей службы окружным врачом некоторые средства, он отправился в Западную Европу, побывал в Вюрцбурге, где занимался патологической анатомией, в Париже и в Монпелье, где совместно с патологоанатомом Астром произвел экспериментальную работу по вопросу о водянках, доставившую ему звание действительного члена местного медицинского общества и члена-корреспондента Парижской медицинской академии. По возвращении в Россию в 1857, Стрельцов поселился в Екатеринославе, где занялся частной практикой, вместе с тем в разное время состоя врачом при местной семинарии, тюрьме и женской гимназии. За время своей почти 17-летней деятельности в Екатеринославе он приобрел среди местного населения обширнейшую практику и славу весьма опытного и серьезно относящегося к своему делу врача. Тем не менее, Стрельцов в сущности не любил прикладной медицины; его увлекали научные труды и идеи Ферстера, Вирхова и Мажанди, положившие новое основание в врачебной науке.
В 1859 г. он отправился в Петербург, где слушал патологоанатома Руднева, физиолога Сеченова, затем, начиная с 1860 г., совершил ряд поездок за границу, оставаясь там иногда годами и специально изучая гистологию. За границей он написал (на немецком и французском языках) несколько исследований, которыми сделал ценный вклад в изучаемую им область медицины. Академия наук в Монпелье приняла его в 1864 г. в число своих членов за сочинение «Recherches expérimentales sur le mécanisme de la production des hydropisies» (Montpellier, 1864 г.). В это время Стрельцова уже хорошо знали в медицинском мире Западной Европы и высоко ценили. В России же, за исключением Екатеринослава, он был малоизвестен, хотя некоторые его труды о гистогенезе костей — результат работ в лаборатории профессора Эберта — были уже опубликованы. В них, на основании микроскопического изучения костеобразовательных процессов, главным образом у птиц, Стрельцов дал новую теорию развития костей, которую он особенно подробно развил в исследованиях — «Zur Lehre von der Knochenentwickelung» («Centralblatt fur die medic. Wissenschaft», 1873, № 8), «Ueber die Histogenese der Knochen» («Untersuchungen aus dem pathologischen Institut su Zürich», Heft 1. Leipzig, 1873) и «Genetische und topographische Studien des Knochenwachsthums» (ibid., Heft 2 1874). По словам профессора B. Крылова, эти работы Стрельцова «причинили немало хлопот таким корифеям науки, как Келликер и Вирхов… Лепная работа природы… заменилась непрерывным развитием, определяющим однажды навсегда видовую индивидуальность отдельных костей скелета в духе общей морфологии, основанной на теории Дарвина…» Виднейшие ученые в области гистологии и эмбриологии возражали Стрельцову, его учение послужило стимулом для многочисленных научных изысканий и предметом продолжительной полемики. Тем не менее основное положение Стрельцова — самостоятельное развитие прихрящевой и внутрихрящевой костной трубки было признано в конце концов бесспорным и оно целиком вошло даже в учебники гистологии.
В 1870 г. Стрельцов сдал при Петербургской военно-медицинской академии экзамен на звание доктора медицины, а в 1874 г. получил предложение вступить в состав преподавателей Харьковского университета, на что и дал своё согласие. Для получения права преподавания в университете ему предстояло выполнить формальность и защитить диссертацию, что было им выполнено в том же году (дисс. — «Об интерстициальном росте костей», Харьков, 1874 г.), после чего получил место штатного доцента по кафедре эмбриологии при медицинском факультете. Преподавательская его деятельность началась с 1875 года. По отзыву одного из его сослуживцев, Стрельцов, «как преподаватель, заботился не столько о том, чтобы обременять память своих слушателей массой присущих всякой науке мелочных подробностей, которые, при всей своей важности для специалиста, начинающему приносят один только вред, мешая ему обратить внимание на суть дела, — сколько обращал внимание на выяснение общих законов развития. Для желающих заниматься самостоятельными научными исследованиями он не жалел ни времени, ни средств». Параллельно с лекциями он ввел практические упражнения по эмбриологии — чуть ли не единственный пример в методе преподавания этой науки.
Через некоторое время Стрельцов был назначен исправляющим должность экстраординарного профессора Харьковского университета, но звания профессора он не получил, по причинам, с наукой ничего общего не имеющим. В последние годы своей жизни он много работал над большим трудом — «История развития», закончить который ему не удалось. Умер в Харькове 15 (27) мая 1885 года.
Как дилетант, но далеко не поверхностный, Стрельцов интересовался также музыкой, которую знал и понимал настолько, что мог аккомпанировать, и живописью: для себя и близких ему лиц им было написано масляными красками несколько картин, а эмбриологическому кабинету университета он подарил 20 больших масляных картин эмбриологического содержания.

## Работы
- Стрельцов З. И. О действии эфиров на человеческий организм и о внутреннем его употреблении // Современная медицина. — 1860.
- «О росте костей у молодых животных» (сообщено в медицинской секции общества опытных наук при Харьковском университете, протоколы заседания 18-го мая 1874 г.)
- Стрельцов З. И. Об интерстициальном росте костей : Дис. на степ. д-ра мед. лекаря Зосима Стрельцова. — Харьков: тип. К. П. Счасни, 1874. — С. 54.

На немецком и французском языках:
- «Recherches expérimentales sur le mécanisme de la production des hydropisies» (Montpellier, 1864 г.)
- «Sur l’influence de l’inanition à la circulation du sang» (читано на съезде французских ученых обществ в заседании 2 апреля 1869 г., напечатано в «Memoire communique nu congrés des sociétés savantes à Paris»)
- Strelzoff. Beiträge zur normalen Knochenbildung :  [нем.] // Centralblatt für die medic. Wissenschaft. — 1872. — № 29.
- Strelzoff. Zur Lehre von der Knochenentwickelung :  [нем.] // Centralblatt für die medicinischen Wissenschaft. — 1873. — Bd. 11, № 18 (19 April). — S. 273—278.
- Strelzoff. Ueber die Krappfütterung :  [нем.] // Centralblatt für die medic. Wissenschaft. — 1873. — № 47.
- Strelzoff. Ueber die Histogenese der Knochen :  [нем.] // Untersuchungen aus dem pathologischen Institut zu Zürich, Heft 1. — 1873.
- Strelzoff. Ueber Knochenwachsthum :  [нем.] // Archiv für medicinische Anatomie. — 1874.
- Strelzoff. Genetische und topographische Studien des Knochenwachsthums :  [нем.] // Untersuchungen aus dem pathologischen Institut zu Zürich, Heft 2. — Leipzig, 1874.
- Strelzoff. Ungleichmässiges Wachsthum der Knochen :  [нем.] // Berliner klinische Wochenschrift. — Leipzig, 1875. — № 34.